# Ypresiense
| Era Eratema | Periodo Sistema | Época Serie | Edad Piso                | Inicio, en millones de años |
| ----------- | --------------- | ----------- | ------------------------ | --------------------------- |
| Cenozoico   | Cuaternario     | Cuaternario | Cuaternario              | 2,588                       |
| Cenozoico   | Neógeno         | Neógeno     | Neógeno                  | 23,04                       |
| Cenozoico   | Paleógeno       | Oligoceno   | Chattiense Chattiano     | 27,3                        |
| Cenozoico   | Paleógeno       | Oligoceno   | Rupeliense Rupeliano     | 33,9                        |
| Cenozoico   | Paleógeno       | Eoceno      | Priaboniense Priaboniano | 37,71                       |
| Cenozoico   | Paleógeno       | Eoceno      | Bartoniense Bartoniano   | 41,03                       |
| Cenozoico   | Paleógeno       | Eoceno      | Luteciense Lutetiano     | 48,07                       |
| Cenozoico   | Paleógeno       | Eoceno      | Ypresiense Ypresiano     | 56,00                       |
| Cenozoico   | Paleógeno       | Paleoceno   | Thanetiense Thanetiano   | 59,24                       |
| Cenozoico   | Paleógeno       | Paleoceno   | Selandiense Selandiano   | 61,66                       |
| Cenozoico   | Paleógeno       | Paleoceno   | Daniense Daniano         | 66,0                        |

El Ypresiense o Ypresiano es el primer piso y edad del Eoceno en la escala temporal geológica. Sucede al Thanetiense (último piso del Paleoceno) y precede al Luteciense. Se inició hace unos 56,00 millones de años y terminó hace unos 48,07 millones de años.
El nombre proviene de la ciudad belga de Ypres. El piso fue introducido por el geólogo belga André Hubert Dumont en 1849.

## Sección estratotipo y punto de límite global (GSSP)
La sección estratotipo y punto de límite global (GSSP) para la base del Ypresiense, y por tanto del Eoceno, se encuentra en la sección de Dababiya, al suroeste de Luxor (Egipto). Se caracteriza por una fuerte anomalía negativa de δ13C, llamada excursión de isótopo del carbono (CIE), que indica el inicio del máximo térmico del Paleoceno-Eoceno. El piso y el GSSP fueron aprobados por la Comisión Internacional de Estratigrafía en agosto de 2003 y por la Unión Internacional de Ciencias Geológicas en agosto de 2004.
El techo del Ypresiense se define por el GSSP de la base del Luteciense, que se caracteriza por la primera aparición del nanoplancton calcáreo Blackites inflatus, en la mitad del cron C21r.

## Paleobiología
Como principal evento, destacar que los primates aparecieron hace 55 millones de años, aunque la teoría del reloj molecular, así como varios hallazgos paleontológicos, afirman que deberían de haber surgido durante el Cretácico superior, hace unos 85 millones de años.